# Видео прихващане
Видео прихващането (Video capture) е процесът на конвертиране на аналогов видео сигнал, като този произведен от видео камера, DVD плейър или телевизионен тунер, в дигитално видео и избращането му до локална памет или външна верига. Получаните дигитални данни се наричат дигитален видео поток, или най-често просто видео поток. В зависимост от приложението, един видеопоток може да бъде записан под формата на компютърни файлове, да бъде изпратен към дисплей или и двете.

## Устройства
Нужда е специална електронна верига, за да се прихване видео от аналогови видео източници. На ниво системи, тази функция обикновено се изпълнява от определено устройство за прихващане на видео. Такива устройства обикновено прилагат видео декодери за интегриран поток, за да конвертират идващите видео сигнали в стандартен дигитален видео формат и допълнителна верига, за да насочи последвалото дигитално видео към локална памет или верига извън устройството за прихващане на видео, или и двете. В зависимост от устройството, получения видео поток може да бъде насочен към външна верига чрез компютърен бус (напр. PCI/104 или PCIe) или комуникационен интерфейс като USB, Етернет or WiFi, или да бъде запазено в памет за масово запазване в самото устройство (напр. дигитален видео рекордер).
- 3 Gb/s SDI карта за прихващане на видео с двойна връзка за PCIe (Блекмаджик Дизайн DeckLink HD Extreme 3D)
- PCIe двупортова HDMI карта за видеоприхващане (Datapath VisionRGB-E2s)
- ISA карта за прихващане на аналогово видео
- Мини PCIe карта, която прихваща едновременно 8 видео и 8 аудиосигнала (Sensoray 1012)
- Нискобюджетно консуматорско USB устройство за аудио/видео прихващане (Reddo Videosieppari)

## Препратки
- Култура на конвергенция. Където се сблъскват стари и нови медии, купувайки се в American Idol , Хенри Дженкинс, 2006 New York University Press.